# Czech Creek
Koordinaten: 62° 10′ S, 58° 29′ W
Der Czech Creek (englisch; polnisch Potok Czeski) ist ein kleiner Bach auf King George Island im Archipel der Südlichen Shetlandinseln. Am Ezcurra-Fjord liegt er nördlich des Vanishing Creek und südlich der Arctowski-Station. Er fließt aus einer Höhe von 165 m und endet auf einer Höhe von 80 m. Ursprünglich war er Teil des Ornithologists Creek.
Polnische Wissenschaftler benannten ihn.